# Missouri (teritoriu SUA)

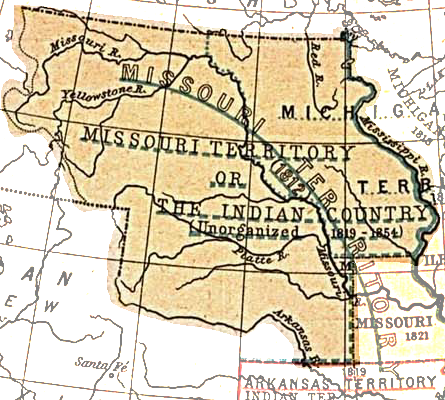
Teritoriul Missouri după intrarea statului Missouri în Uniune în 1820.

Teritoriul Missouri (în engleză, [The] Missouri Territory) a fost un teritoriu istoric organizat al Statelor Unite ale Americii.  A fost original cunoscut ca Louisiana Territory, fiind ulterior re-numit la 4 iunie 1812 pentru a evita orice confuzie cu statul Louisiana, care s-a alăturat Uniunii la 30 aprilie 1812, devenind cel de-al optsprezecelea stat al său.  Teritoriul Arkansas (în engleză, [The] Arkansas Territory) a fost separat din Teritoriul Missouri în 1819.  Statul Missouri a fost separat din teritoriul omonim la 10 august 1821.
Porțiunea din teritoriu rămasă după aderarea la Uniune a statului Missouri, constând din suprafețe care azi corespund statelor Iowa, ambele state Dakota (atât Dakota de Nord cât și Dakota de Sud) și, respectiv, unor părți ale statului Minnesota a devenit efectiv teritoriu neorganizat.  În 1834, această porțiune rămasă a fost adăugată Teritoriului Michigan (în engleză, [The] Michigan Territory).